# Mai Sỹ Diến
Mai Sỹ Diến (sinh ngày 20 tháng 7 năm 1963) là một chính trị gia người Việt Nam. Ông hiện là đại biểu quốc hội Việt Nam khóa XIV nhiệm kì 2016-2021, thuộc đoàn đại biểu quốc hội tỉnh Thanh Hóa, Tỉnh ủy viên, Phó Trưởng Đoàn chuyên trách Đoàn đại biểu Quốc hội tỉnh Thanh Hóa, Ủy viên Ủy ban Khoa học, Công nghệ và Môi trường của Quốc hội. Ông đã trúng cử đại biểu quốc hội năm 2016 ở đơn vị bầu cử số 2, tỉnh Thanh Hóa (gồm Bỉm Sơn, Hà Trung, Nga Sơn, Hậu Lộc, Vĩnh Lộc, Thạch Thành) với tỉ lệ 89,31% số phiếu hợp lệ.

## Xuất thân
Mai Sỹ Diến sinh ngày 20 tháng 7 năm 1963 quê quán ở Xã Nga Hải, huyện Nga Sơn, Thanh Hoá.

## Giáo dục
- Giáo dục phổ thông: 10/10
- Kỹ sư nông nghiệp ngành Trồng trọt
- Thạc sĩ nông nghiệp
- Cử nhân lí luận chính trị

## Sự nghiệp
Ông gia nhập Đảng Cộng sản Việt Nam vào ngày 3/2/1994.
Ông từng là đại biểu hội đồng nhân dân huyện Nga Sơn nhiệm kỳ 2004-2011; 2011-2016.
Khi ứng cử đại biểu Quốc hội Việt Nam khóa XIV vào tháng 5 năm 2016 ông đang là Tỉnh ủy viên, Phó trưởng Ban Tổ chức Tỉnh ủy Thanh Hóa.
Ông đã trúng cử đại biểu quốc hội năm 2016 ở đơn vị bầu cử số 2, tỉnh Thanh Hóa (gồm Bỉm Sơn, Hà Trung, Nga Sơn, Hậu Lộc, Vĩnh Lộc, Thạch Thành) với tỉ lệ 89,31% số phiếu hợp lệ.
Ông hiện là Tỉnh ủy viên, Phó Trưởng Đoàn chuyên trách Đoàn đại biểu Quốc hội tỉnh Thanh Hóa, Ủy viên Ủy ban Khoa học, Công nghệ và Môi trường của Quốc hội.
Ông đang làm việc ở Đoàn đại biểu Quốc hội tỉnh Thanh Hóa.

## Đại biểu Quốc hội Việt Nam khóa XIV nhiệm kì 2016-2021

### Phát biểu
Tại phiên thảo luận về công tác phòng, chống tội phạm chiều 13/11/2018, ông Mai Sỹ Diến cho rằng, "hiện nay một số cán bộ, công chức quan hệ phức tạp với cá nhân ngoài xã hội, đó là liên minh giữa những người có tiền với những người có quyền, thậm chí cả tiền - quyền - xã hội đen, hoạt động với phương châm khép kín, giấu mình nhằm lẩn tránh dư luận xã hội". Theo ông, từ những "liên minh" nêu trên hình thành nên các nhóm chia sẻ việc công, tư liên quan đến lĩnh vực mà một người trong nhóm được Nhà nước giao phụ trách nhằm trục lợi. Nhiều cán bộ có tài sản lớn đứng danh người thân.